# Sunnanäng (bok)
Sunnanäng är en sagosamling av Astrid Lindgren, utgiven på Rabén och Sjögrens förlag 1959. Samlingen består av fyra sagor: "Sunnanäng", "Spelar min lind, sjunger min näktergal", "Tu tu tu!" och "Junker Nils av Eka".

## "Sunnanäng"
"Sunnanäng" publicerades för första gången 1958 i Bonniers litterära magasin, vilket kan indikera att Lindgren tänkte sig en vuxen publik. Men när boken kom ut 1959 var det tydligt att den vände sig till barn.:163
Berättelsen "Sunnanäng" kom år 2003 ut som bilderbok med illustrationer av Marit Törnqvist på Rabén & Sjögrens bokförlag. Denna version av berättelsen översattes till 12 olika språk.

### Handling
Mattias och Anna i titelnovellen är två syskon som har blivit överlämnade till en bonde i fattiga omständigheter. Bonden utnyttjar dem som arbetskraft, men när vintern kommer får barnen mot bondens vilja gå i skolan. En dag på väg hem från skolan ser de en röd, sjungande fågel som flyger över dem. Anna insisterar på att följa den, och på så sätt kommer de fram till porten till Sunnanäng. 
Sunnanäng är en grönskande, vacker värld med blommor och djur och massor av barn. Modern till barnen är mor till alla barn i världen, så där blir Mattias och Anna mättade. 
Porten till Sunnanäng står alltid öppen från utsidan så att man kan gå in i den vackra paradisvärlden en stund och därefter ut igen. Men om man stänger porten från insidan så går den aldrig mer att öppna, det vill säga då blir man kvar i paradiset för alltid. En dag bestämmer sig Mattias och Anna för att gå in och stänga porten bakom sig. Därmed blir de för alltid kvar i paradiset hos modern.

## Mottagande
Sunnanäng nådde inte samma popularitet som Lindgrens tidigare böcker.:163
I en artikel i Ord och bild 1971 uttryckte Eva Adolfsson, Ulf Eriksson, och Birgitta Holm aversioner mot sagorna "Sunnanäng" och "Spelar min lind, sjunger min näktergal". De skrev att titelsagan framställde döden som den enda lösningen och utmålades som ett avundsvärt öde, men att det ledde till att porten till verkligheten, och aktiv förståelse av den, slogs igen.:163- Vivi Edström skrev att Lindgren var en diktare som hade rätt att inte läsas bokstavligt och att "Sunnanäng" kunde läsas som "en metasaga, en allegori om inspirationen".:164 Sten Wistrand skrev 2014 att den bristande populariteten kan ha berott på att det var osäkert vilken målgrupp boken vände sig till.:163 Han skrev att Lindgren utan ironi anknöt till en gången tids sentimentala berättelser, lik "Flickan med svavelstickorna".:163